# Eriocaulon staintonii
Eriocaulon staintonii är en gräsväxtart som beskrevs av Yoshisuke Satake. Eriocaulon staintonii ingår i släktet Eriocaulon och familjen Eriocaulaceae. Inga underarter finns listade i Catalogue of Life.